# B 집단군

1941년부터 1945년까지 군집단 총사령관의 깃발.

B 집단군(독일어: Heeresgruppe B)은 제2차 세계 대전 기간 동안 활동했던 나치 독일 국방군 육군의 집단군이다. 1939년 11월에 창설된 후, 세 차례에 걸쳐 재창설 및 재명명되었다.

## 연혁
- 1939년 10월, 창설 : 1940년 5월의 프랑스 침공 작전
- 1942년 7월, 재창설 : 남부 집단군이 A 집단군과 B 집단군으로 분할
- 1943년 2월 14일, 해체 : 돈 집단군과 B 집단군을 통합하여 남부 집단군 재창설
- 1943년 7월, 재창설 : 1944년 6월의 연합군 노르망디 상륙 작전 방어
- 1944년 4월 21일, 해체 (항복)

## 사령관
- 초대, 페도어 폰 보크 원수 : 1939년 10월 12일 ~ 1941년 6월 22일 (서부전선 B집단군)
- 2대, 막시밀리안 폰 바이흐스 원수 : 1942년 8월 ~ 1943년 2월 (동부전선 B집단군)
- 3대, 에르빈 롬멜 원수 : 1943년 7월 14일 ~ 1944년 7월 19일
- 4대, 귄터 폰 클루게 원수 : 1944년 7월 19일 ~ 1944년 8월 17일
- 5대, 발터 모델 원수 : 1945년 4월 6일 ~ 1945년 4월 30일 (자살)

## 참모장
- 초대, 한스 폰 잘무트 보병대장 : 1939년 10월 12일 ~
- 2대, 한스 폰 그라이펜베르크(Hans von Greiffenberg) 소장 : 1941년 5월 20일 ~
- 3대, 게오르그 폰 소덴슈테른(Georg von Sodenstern) 보병대장 : 1942년 6월 9일 ~
- 4대, 알프레드 가우제(Alfred Gause) 중장 : 1943년 5월 20일 ~
- 5대, 한스 슈파이델 중장 : 1944년 4월 15일 ~
- 6대, 한스 크렙스 보병대장 : 1944년 9월 5일 ~
- 7대, 칼 바게너(Carl Wagener) 소장 : 1945년 2월 16일 ~

## 편성

### 1939년 11월
- 제4군
- 제6군
- 제18군

### 1940년 5월
- 제6군
- 제18군

### 1942년 8월
- 제2군
- 헝가리 제2군
- 이탈리아 제2군
- 제29군단
- 제6군
- 제4기갑군

### 1944년 6월
- 제7군
- 제15군
- 네덜란드 사령부(Wehrmachtbefehlshaber Niederlande)
- 서부기갑집단(Panzergruppe West)

### 1945년 4월
- 제15군
- 제5기갑군
- 루트비츠 분견군(Armeeabteilung Lüttwitz)

## 같이 보기
- A 집단군
- 남부 집단군